# Carlos Barisio
Carlos José Barisio (San Fernando, Buenos Aires; 3 de enero de 1951-5 de febrero de 2020) fue un futbolista argentino que se desempeñaba en la posición de arquero.
Debutó en River Plate, luego pasó por Gimnasia y Esgrima de La Plata, más tarde por All Boys en la temporada 1976/1977. Más tarde llegó a Ferro Carril Oeste, donde vivió sus mejores momentos deportivos. 
Jugando para dicho club, el 26 de julio de 1981, y en un torneo brillante, estableció un récord de imbatibilidad (en el profesionalismo).
Mantuvo un récord de 1075 minutos o sea 11 partidos y 65 minutos, sin que le convirtieran goles en Primera División. Gran mérito de ese récord corresponde a los defensores de este glorioso Ferro Carril Oeste, Héctor Cúper, Juan Domingo Rocchia, Mario Gómez y Oscar Garré. Fue campeón con Ferro en 1982, sin perder un solo partido en todo el torneo, bajo la conducción técnica de Carlos Timoteo Griguol.
Luego siguió por Boca Juniors, Deportivo Armenio, y terminó su carrera en Chacarita Juniors en 1987.
En Primera División jugó un total de 271 partidos y fue uno de los más grandes arqueros de la historia del fútbol argentino.

## Clubes
| Club                    | País      | Año       |
| ----------------------- | --------- | --------- |
| River Plate             | Argentina | 1968-1973 |
| Gimnasia y Esgrima (LP) | Argentina | 1974-1975 |
| All Boys                | Argentina | 1976-1977 |
| Ferro Carril Oeste      | Argentina | 1978-1982 |
| Boca Juniors            | Argentina | 1983      |
| Deportivo Armenio       | Argentina | 1984-1985 |
| Chacarita Juniors       | Argentina | 1986-1987 |

## Fallecimiento y homenajes
A consecuencia de una enfermedad terminal (cáncer de pulmón), falleció el 5 de febrero de 2020, novedad comunicada por el Club Ferrocarril Oeste en sus redes sociales, institución donde se desempeñó. Y en las redes sociales del mencionado club, en la de River Plate y en el de la AFA se le realizaron homenajes.
En 2018 Ferro le había realizado un homenaje en vida por haber logrado un récord de 1075 minutos sin que le hicieran goles en su arco.

## Palmarés
| Título           | Club               | País      | Año    |
| ---------------- | ------------------ | --------- | ------ |
| Primera División | Ferro Carril Oeste | Argentina | N-1982 |